# Loxophantis
Loxophantis là một chi bướm đêm thuộc họ Crambidae.